# Sabaria FC
A Sabaria FC egy megszűnt labdarúgócsapat, melynek székhelye Szombathelyen volt. A csapat legjobb eredménye az NB I-ben egy negyedik helyezés még az 1926-27-es, illetve 1927-28-as idényből. 1949-ben a klub egyesült a Szombathelyi Bőrgyár és a Szombathelyi Textil csapatával.

## Névváltozások
- 1912 Szombathelyi Acél
- 1912–1913 Szombathelyi Iparosok Kereskedők és Munkások TK
- 1913-1926 Szombathelyi Athletikai Klub
- 1926–1929 Sabaria Labdarúgók Szövetkezete
- 1929-1932 Sabaria Football Club
- 1932–1945 Szombathelyi FC
- 1945-1946 Barátság Szombathelyi AK
- 1946–1949 Szombathelyi AK

## Híres játékosok
* a félkövérrel írt játékosok rendelkeznek felnőtt válogatottsággal.
- Anton Powolny
- Blicenez Viktor
- Buresch Ottokar
- Biri János
- Hajós Árpád
- Holzbauer József
- Krutzler József
- Mészáros István
- Nagy János
- Pesovnik László
- Prém Móric
- Stófián János
- Szaniszló Zoltán
- Vámos Ernő
- Weinhardt Ferenc

## Híres edzők
- Bányai Lajos

## Sikerek
NB I
- Negyedik hely: 1926-27, 1927-28

NB II
- Bajnok: 1929-30

Magyar Népköztársasági Kupa
- Elődöntő (NB II-s csapatként) 1980